# Regno del Nepal
Il Regno del Nepal (नेपाल अधिराज्य) è stato un regno hindu formato nel 1768 dall'unificazione del Nepal. Fondato da re Prithvi Narayan Shah, un monarca Gorkhali di origine Rajput, il regno è esistito per 240 anni fino all'abolizione della monarchia nepalese nel 2008.
Durante questo periodo il Nepal fu formalmente sotto il potere della Dinastia Shah che ha esercitato diversi gradi di potere durante l'esistenza del regno.
Dopo l'invasione del Tibet ed il sacco di Digarcha da parte delle forze nepalesi sotto il principe reggente Bahadur Shah nel 1792, il Dalai Lama e gli amban cinesi chiesero sostegno militare all'amministrazione cinese. Le forze cinesi e tibetani sotto Fu Kang An attaccarono il Nepal ma negoziarono dopo il fallimento a Nuwakot. Durante il primo periodo del Diciannovesimo Secolo, comunque, l'espansione del potere in India della Compagnia Orientale delle India portò alla Guerra anglo-nepalese (1814-1816), con la sconfitta nepalese. Con il Trattato di Sugauli, il regno manteneva la sua indipendenza, ma in cambio di concessioni territoriali rendendo i fiumi Mechi e Mahakali i suoi confini.

## Storia

### Diciottesimo secolo

#### Unificazione
Dopo decenni di rivalità tra i regni medievali, il Regno del Nepal venne riunificato nella seconda metà del Diciottesimo Secolo, quando Prithvi Narayan Shah, il signore della piccola signoria di Gorkha, formò un paese unificato da diversi stati indipendenti. Prithvi Narayan Shah si dedicò alla conquista della valle di Katmandu e alla creazione di un singolo stato, cosa che raggiunse nel 1768.

#### Origini
Il paese venne spesso chiamato Regno Gorkha. I brahmini Parbate e la dinastia regnante trovano i loro antenati presso i rajput hindu e i brahmini dell'India del Nord che arrivarono in Nepal da Occidente a seguito delle invasioni islamiche.

#### Conflitto tibetano
Dopo la morte di Prithvi Narayan Shah, la Dinastia Shah cominciò ad espandere il suo regno nell'attuale India del Nord. Tra il 1788 ed il 1791, il Nepal invase il Tibet e saccheggiò il Monastero di Tashilhunpo di Shigatse. Il Tibet cercò l'aiuto dell'Imperatore Qianlong della dinastia Qing. Pesanti danni furono inflitti ad entrambi. Il trattato favorì maggiormente la parte cinese ed il Nepal dovette inviare tributi all'imperatore cinese.

### Diciannovesimo secolo

#### Dinastia Thapa
I Thapa, che erano Kshatriya Khas, ascesero al potere quando il Re del Nepal Rana Bahadur Shah venne ucciso dal suo fratellastro Sher Bahadur Shah nell'anno 1806. Bhimsen Thapa (1775-1839) approfittando dell'occasione, uccise circa 55 militari e funzionari civili e catapultò i Thapa al potere. Prese il titolo si Mukhtiyar succedendo al Re Rana Bahadur come autorità principale e sua nipote la Regina Tripurasundari come Regina-reggente del giovane Re Girvan Yuddha Bikram Shah.

#### Guerra anglo-nepalese

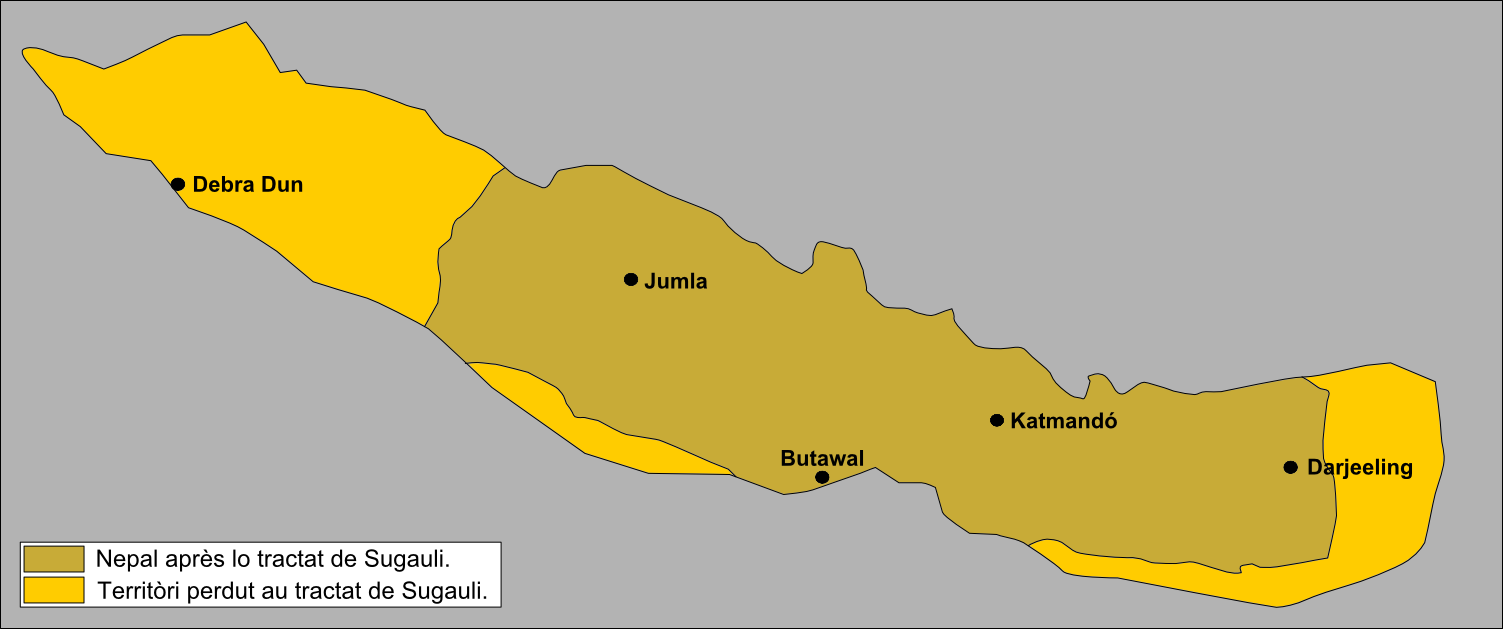
Il Nepal dopo il Trattato di Sugauli. In giallo chiaro i territori perduti

La rivalità tra Nepal e Compagnia delle Indie orientali - sugli stati principeschi al confine tra Nepal ed India - portò alla Guerra anglo-nepalese (1814-1816), nella quale il Nepal venne sconfitto. Il Trattato di Sugauli venne firmato nel 1816, cedendo circa un terzo del territorio ai britannici, in cambio dell'autonomia nepalese.

#### La dinastia Rana
Le fazioni all'interno della famiglia reale portarono ad un periodo di instabilità dopo la guerra. Nel 1846 la Regina Rajendralakshmi complottò per rovesciare Jang Bahadur, un leader militare di ascendenza rajput-indiana, che presentava una minaccia per il potere. Il complottò fu scoperto e Bahadur ne uscì vincitore e fondò la dinastia Rana. Il monarca diventò una figura titolare e il posto di primo ministro diventò potente ed ereditario, tenuto dai Rana.

#### Terza guerra tra Tibet e Nepal
Jang Bahadur Rana inviò forze sotto i suoi fratelli per attaccare il Tibet di nuovo. Le sue forze riuscirono a sconfiggere le forze tibetane. Nel gennaio 1856 arrivò la delegazione tibetana per firmare il trattato. Dopo un mese, il Trattato di Thapathali fu firmato ed era più favorevole per il Nepal.

### Ventesimo secolo

#### Il Nepal e gli inglesi
I Rana portarono avanti una politica di isolamento del Nepal dalle influenze esterne. Questa politica aiutò il Nepal a mantenere la sua indipendenza nazionale durante l'epoca coloniale britannica, ma impedì anche lo sviluppo e la modernizzazione. I Rana erano convintamente pro-britannici e assistettero i britannici durante i Moti indiani del 1857 e poi durante le successive due guerre mondiali. Gli inglesi sostennero inoltre l'indipendenza nepalese dalle pretese dell'Impero Cinese agli inizi del Novecento.
Il 23 dicembre 1923, britannici e Nepal firmarono formalmente un "trattato di pace perpetua ed amicizia" superando il Trattato di Sugauli del 1816, mentre il residente britannico a Katmandu diventava un envoy. La schiavitù fu abolita in Nepal nel 1924.

#### Riforme democratiche

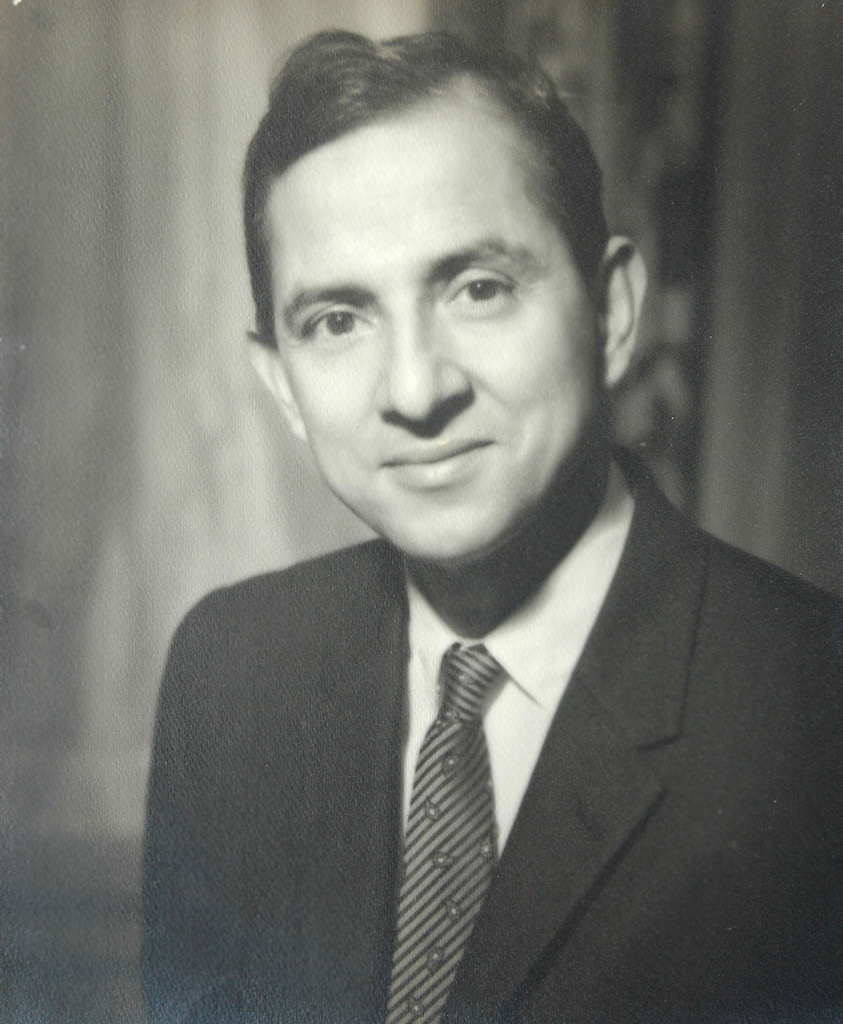
Bishweshwar Prasad Koirala

L'insoddisfazione popolare contro il potere familiare dei Rana cominciò ad emergere dai pochi che avevano studiato in varie scuole e college indiani e anche tra i Rana, molti dei quali erano marginalizzati entro la gerarchia di comando dei Rana. Molti di questi nepalesi in esilio avevano preso attivamente parte alla lotta per l'Indipendenza dell'India e volevano liberare anche il Nepal dall'occupazione autocratica interna dei Rana. I partiti politici come il Prajaparishad ed il Congresso erano già formati in esilio dai leader come Bishweshwar Prasad Koirala, Ganesh Man Singh, Subarna Sumsher Rana, Krishna Prasad Bhattarai, Girija Prasad Koirala e molti altri patrioti che volevano rovesciare il regime autocratico dei Rana. Tra i principali martiri della causa, condannati dai Rana, vi furono Dharma Bhakta Mathema, Shukraraj Shastri, Gangalal Shrestha e Dasharath Chand. Questo tumulto culminò nella fuga di Re Tribhuvan, un diretto discendente di Prithvi Narayan Shah dal suo "palazzo-prigione" nel 1950 in India, sollevando una rivolta armata contro l'amministrazione dei Rana. La dinastia Shah tornò al potere e nominò primo ministro un non-Rana. Seguì un periodo quasi-costituzionale, durante il quale il monarca, assistito dai leader dei partiti politici, governò il paese. Durante gli anni Cinquanta furono fatti sforzi per una costituzione che avrebbe instaurato una forma di governo rappresentativo, basata su un modello britannico.
All'inizio del 1959 il figlio di Tribhuva, Re Mahendra emanò una nuova costituzione e si tennero le prime elezioni democratiche. Il Congresso, un gruppo socialista moderato, ebbe una sostanziale vittoria. Il suo leader Bishweshwar Prasad Koirala formò un governo e diventò primo ministro. Dopo anni di potere disputato tra i re (Tribhuvan e Mahendra) ed il governo, Mahendra sciolse l'esperimento democratico nel 1960.

#### La nuova costituzione di Re Mahendra
Dichiarando il parlamento un fallimento, Re Mahendra, nel 1960 rimosse il governo di Koirala, proclamando un sistema di panchayat e venne promulgata una nuova costituzione il 16 dicembre 1962.
Il primo ministro, membri del Parlamento e centinaia di attivisti democratici furono arrestati. Questi arresti di attivisti politici e sostenitori democratici continuarono per i 30 anni del periodo del sistema di Panchayat sotto Mahendra e poi suo figlio Birendra.
La nuova costituzione instaurò un sistema di panchayat (consigli) senza partiti e che Re Mahendra considerava essere una forma di governo democratica, più vicina alle tradizioni nepalesi. Come una struttura piramidale, dalle assemblee di villaggio al Panchayat (Parlamento Nazionale), il sistema di panchayat costituzionalizzò il potere assoluto della monarchia. Il re aveva l'autorità su tutte le istituzioni governative, compreso il consiglio dei ministri ed il parlamento. Uno-stato-una-lingua diventò la politica nazionale e tutte le altre lingue subirono il costo della lingua ufficiale, il "nepalese", che era la lingua del re.
A Re Mahendra succedette suo figlio di 27 anni, Re Birendra, nel 1972. Tra le manifestazioni studentesche e le attività contro il regime, nel 1979 il monarca convocò un referendum per decidere la natura del governo del Nepal: il sistema di panchayat con riforme democratiche o un sistema multi-partitico. Il referendum si tenne nel maggio 1980 ed il sistema di panchayat vinse con una stretta vittoria. Il re portò avanti le riforme promesse, compresa la scelta del primo ministro dal Rastriya Panchayat.

## Zone, distretti e regioni
Il Regno del Nepal era diviso in 14 zone e 75 distretti, raggruppati entro 5 regioni di sviluppo. Ogni distretto aveva un funzionario capo di distretto responsabile di mantenere la legge e l'ordine e coordinare il lavoro delle agenzie dei vari ministeri. Le 14 zone erano:

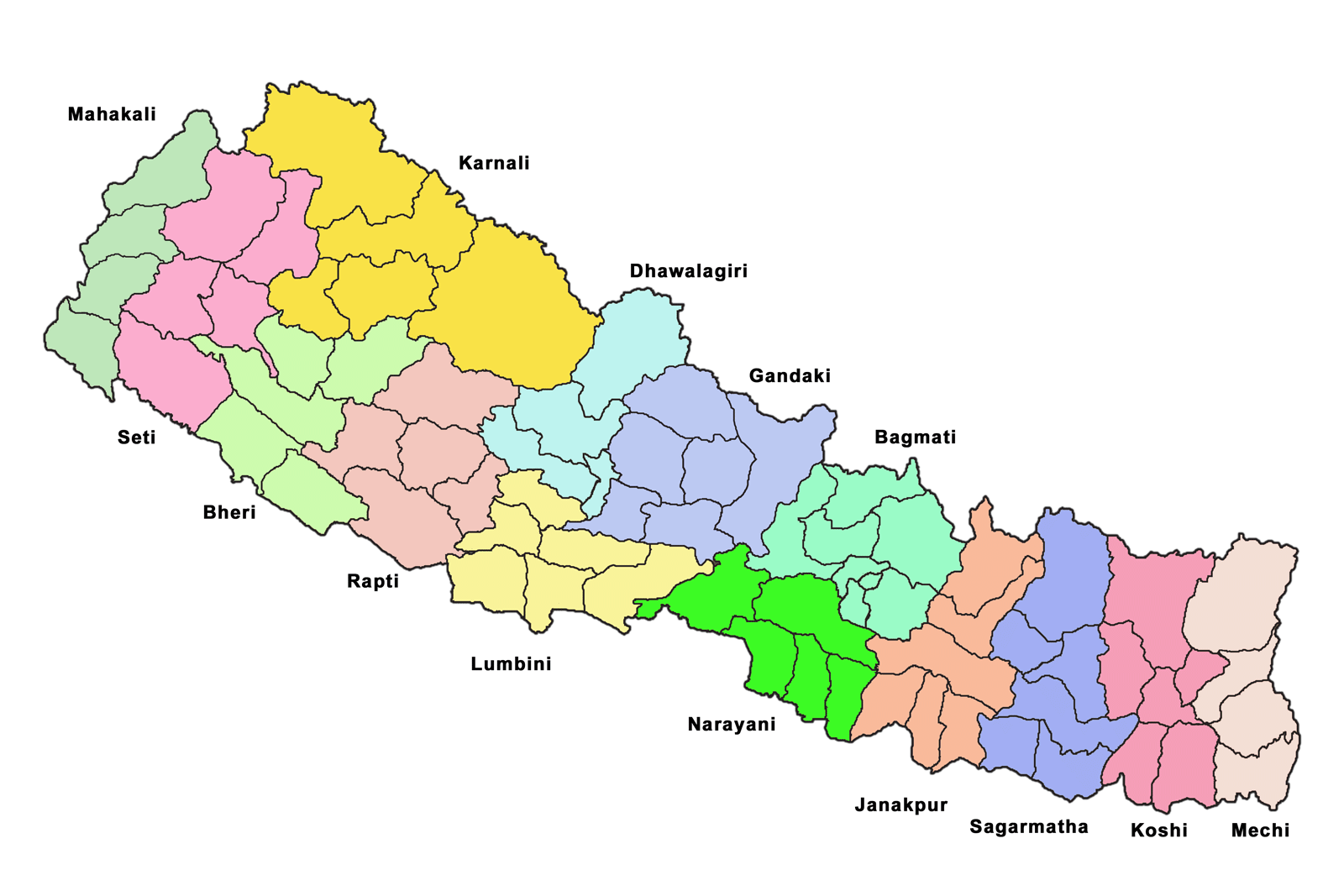
Zone del Regno del Nepal

- Bagmati
- Bheri
- Dhawalagiri
- Gandaki
- Janakpur
- Karnali
- Koshi
- Lumbini
- Mahakali
- Mechi
- Narayani
- Rapti
- Sagarmatha
- Seti

## Governo e politica
Fino al 1990, il Regno del Nepal era una monarchia assoluta sotto il controllo del re. Davanti ad un movimento di protesta, il Re Birendra, nel 1990, accettò una grande serie di riforme politiche, creando una monarchia parlamentare con il re capo di stato ed un primo ministro come capo del governo.
Il Parlamento del Nepal era bicamerale, con una Camera dei Rappresentanti ed un Consiglio Nazionale. La Camera dei Rappresentanti era composta da 205 membri eletti direttamente dal Popolo. Il Consiglio Nazionale aveva sessanta membri, 10 nominati dal re, 35 eletti dalla Camera dei Rappresentanti ed i restanti 15 eletti da un collegio elettorale formato dai capi di villaggio e città.